# White Lions
White Lions är en oberoende supporterklubb till Linköping HC. Föreningen bildades redan säsongen 1986/1987. White Lions anordnar LHC:s bortaresor, tar fram souvenirer och ger årligen ut White Lions-priset till medlemmarnas favoritspelare från A-laget. Deras logotyp är ett vitt lejon liknande det som Linköpings HC har på sina matchtröjor. Föreningen går under parollen Never mind the Bollocks, vilket syftar på föreningens mentalitet att inte bry sig om annat än stöttandet av sitt lag. White Lions har vid ett flertal tillfällen omskrivits i media som en förening bestående av stökiga och våldsamma supportrar. Föreningen är en av få klackar i Sverige som inte använder sig av trummor.

## Skandaler
Under 2 separata hemmamatcher hånades en avliden HV71-supporter av personer på ståplats genom gester och skyltar. Händelsen fördömdes av både Linköping HC och White Lions. Personerna involverade blev identifierade och avstängda ifrån alla SHL-matcher de kommande 2 åren.

## White Lions Pris
White Lions delar årligen ut pris till Årets Spelare i A-laget.
Medlemmarna i supporterklubben röstar fram säsongens spelare på sin hemsida. Fansens Pris. Priset har delats ut sedan 2004 och följande spelare har utsetts:
- 2004 Fredrik Norrena
- 2005 Kristian Huselius
- 2006 Magnus Johansson
- 2007 Tony Mårtensson
- 2008 Mattias Weinhandl
- 2009 Niklas Persson
- 2010 Jan Hlavac
- 2011 Andreas Jämtin
- 2012 Carl Söderberg
- 2013 Christian Engstrand
- 2014 Chad Kolarik
- 2015 Sebastian Karlsson
- 2016 Sebastian Karlsson
- 2017 Sebastian Karlsson
- 2018 Niklas Persson
- 2019 Andrew Gordon
- 2020 Broc Little
- 2021 Mattias Bäckman